# Бломберг (Липпе)
Бломберг (нем. Blomberg) — город в Германии, в земле Северный Рейн-Вестфалия.
Подчинён административному округу Детмольд. Входит в состав района Липпе. Население составляет 15 562 человек (на 31 декабря 2023 года). Занимает площадь 99,12 км². Официальный код — 05 7 66 016.
Город расположен на востоке округа Липпе, примерно в 45 километрах к юго-востоку от Билефельда и в 20 километрах к востоку от Детмольда. В ходе муниципальной реформы 1970 года центральный город был объединен с 18 другими ранее независимыми муниципалитетами. В Бломберге проживает 15,5 тысяч человек, и здесь хорошо сохранившийся исторический старый город. Первое заселение городской территории произошло между VI и VIII веками н.э. в результате иммиграции древних саксов. Город был основан между 1231 и 1255 годами графом Бернхардом III фон Липпе.

## География

### Структура города
Город подразделяется на 19 административных районов.

## Экономика
- завод Phoenix Contact